# Nicholas Clay
Nicholas Anthony Phillip Clay (London, 1946. szeptember 18. – London, 2000. május 25.) angol színész.

## Pályafutása
A daliás Nicholas Clay tehetségére iskolai tanára figyelt fel, aki pártfogásába vette őt. Az ifjú két évig keményen dolgozott, hogy önerőből teremtse meg színészi tanulmányainak anyagi fedezetét. A Royal Academy of Dramatic Art elvégzése után Laurence Olivier szerződtette az Old Vic társulatához. Színpadon olyan darabokban lépett fel, mint Tom Stoppard Salto mortale, Eduardo De Filippo Szombat, vasárnap, hétfő, Peter Shaffer Equus és Molière Mizantróp című művei. Utóbbival 1975-ben a Broadway-n is sikerrel vendégszerepelt.
Rendkívül előnyös megjelenésének köszönhetően a filmesek is hamar felfigyeltek rá. 1972-ben Charles Darwin szerepét alakította egy jól sikerült filmben, és felfedezték a tévé számára is. 1979-ben Raw hadnagy szerepét játszotta a Zulu Dawn című, kedvezően fogadott történelmi drámában.
Ezt követő három filmje világszerte nagy sikert aratott. Elsőként Lancelot lovagot alakította John Boorman Excalibur (1981) című filmjében, amelyet az Arthur-mondakör legjobb filmes feldolgozásai közt tartanak számon. Utána Oliver Mellorst játszotta a Lady Chatterley szeretője (1981) című erotikus produkcióban Sylvia Kristel partnereként. A rendező az első Emmanuelle film révén ismertté vált francia Just Jaeckin volt. Az opusz egyik leghíresebb jelenetében Kristel a bokrok fedezékében meglesi a szabadban meztelenül mosakodó Clayt. A D. H. Lawrence híres-hírhedt regényéből készült film szépen fényképezett, romantikus szerelmi történetté egyszerűsítette a gondolatilag jóval fajsúlyosabb irodalmi eredetit, s ezért – noha anyagilag sikeres volt – zömmel elmarasztaló kritikákat kapott.
1982-ben jelent meg Agatha Christie krimijének adaptációja, a Nyaraló gyilkosok, amelyben Clay többek között Peter Ustinov, Jane Birkin, Maggie Smith, Roddy McDowall és James Mason partnere volt. Érdekes vállalkozás volt a Szent Sebestyén életét feldolgozó 1984-es tévéfilm, a Le Martyre de Saint Sébastien. Az irodalmi alapot Gabriele D’Annunzio műve jelentette, Clay a császárt formálta meg.
Nicholas Clay számára a tévés produkciók máskor is sikereket hoztak: például ideális Nagy Sándor volt egy televíziós minisorozatban és később is elsősorban a történelmi kalandfilmek és -sorozatok világában volt otthon (The Last Days of Pompeii, Korzikai testvérek, Zorro, The New Adventures of Robin Hood, Odüsszeusz, Merlin). Richard Burton Cornwall királya mellett Trisztánt játszotta a híres szerelmi mítoszt (Trisztán és Izolda) feldolgozó Lovespellben. Franklin J. Schaffner Lionheart (1987) című történelmi filmjének forgatása során Magyarországon is járt.

## Magánélete
1980-ban vette feleségül Lorna Heilbront. Két leányuk született: Ella és Madge. 
54. életévében, 2000-ben hunyt el rákban.

## Filmjei
- 1971: Az ásós gyilkos (The Night Digger)
- 1972: The Darwin Adventure
- 1975: In This House of Brede (tévéfilm)
- 1976: Play of the Month (tévésorozat: a The Picture of Dorian Gray című epizódban)
- 1977: Victor Frankenstein
- 1978: Shakespeare élete (Life of Shakespeare) (tévésorozat)
- 1979: Zulu Dawn
- 1981: Excalibur
- 1981: Nagy Sándor nyomában (The Search for Alexander the Great) (tévésorozat)
- 1981: Lady Chatterley szeretője (Lady Chatterley’s Lover)
- 1981: Lovespell
- 1982: Nyaraló gyilkosok (Evil Under the Sun)
- 1982: The Agatha Christie Hour (tévésorozat: az In a Glass Darkly című epizódban)
- 1983: A sátán kutyája (The Hound of the Baskervilles) (tévéfilm)
- 1984: Le Martyre de Saint Sébastien (tévéfilm)
- 1984: The Last Days of Pompeii (tévésorozat)
- 1985: Korzikai testvérek (The Corsican Brothers) (tévéfilm)
- 1985: Sherlock Holmes kalandjai (The Adventures of Sherlock Holmes) (tévésorozat: A rettegő beteg (The Resident Patient) című epizódban)
- 1986: Hammer House of Mystery and Suspense (tévésorozat: a Child's Play című epizódban)
- 1987: Sleeping Beauty
- 1987: Lionheart
- 1987: Szegény kis gazdag lány (Poor Little Rich Girl: The Barbara Hutton Story) (tévéfilm)
- 1988: Gentlemen and Players (tévésorozat)
- 1991: Zorro (tévésorozat: a One for All című epizódban)
- 1992: Virtual Murder (tévésorozat)
- 1993: Berlin Break (tévésorozat)
- 1996: Shanghai 1937 (tévéfilm)
- 1997: The New Adventures of Robin Hood (tévésorozat: a Heroes és a The Hanged Man című epizódokban)
- 1997: Kavanagh QC (tévésorozat: a Blood Money című epizódban)
- 1997: Odüsszeusz (The Odyssey) (tévéfilm)
- 1997: Bugs (tévésorozat: a Hollow Man című epizódban)
- 1997: Hegylakó (Highlander) (tévésorozat: az Unusual Suspects című epizódban)
- 1998: Merlin (tévéfilm)
- 1999: Psychos (tévésorozat)
- 2000: And Beyond